# ويليام بويي
ويليام بويي هو تاجر كندي، ولد في 1783، وتوفي في يوليو 1819 بسبب إصابة بعيار ناري.